# 扇畑忠雄
扇畑 忠雄（おうぎはた ただお、1911年2月15日 - 2005年7月16日）は、日本の歌人・国文学者。東北大学名誉教授。旧満州の旅順出身。京都帝国大学文学部国文学科卒。

## 来歴
父・孫一は旅順民政部で農林技師をしていた。父の急逝により8歳で広島県の祖父母の元に移住、12歳で広島市に移った。旧制広島一中を経て旧制広島高校に進学、北島葭江教授が指導する広高短歌会に所属した。広高在学中の19歳の時「アララギ」に入会。アララギ派の歌人となり、斎藤茂吉、土屋文明、中村憲吉に師事。京都帝大卒業後、旧制呉二中や旧制京都一女の教員を経て1942年に旧制第二高等学校教授となり、1946年東北アララギ会『群山』を創刊。東北大学教授および教養部長を歴任し、万葉集の研究を専門とした。
1983年4月29日、勲三等旭日中綬章受章。1993年、『冬の海その他』により第29回短歌研究賞受賞。1996年には『扇畑忠雄著作集』（全8巻）により、第19回現代短歌大賞を受賞。2002年には歌会始の儀で召人に招かれるなど、歌人として活動した。日本現代詩歌文学館の第2代館長も務めた。2005年7月16日に死去した。死亡原因は扇畑の遺言により非公表となっている。享年94。叙従四位。